# Oomyces
Oomyces är ett släkte av svampar. Oomyces ingår i familjen Acrospermaceae, ordningen Acrospermales, klassen Dothideomycetes, divisionen sporsäcksvampar och riket svampar.
|         | Gonatophragmium                       |
|         |                                       |
|         | Acrospermoides                        |
|         |                                       |
|         | Acrospermum                           |
|         |                                       |
| Oomyces | \| \| Oomyces carneoalbus \| \| \| \| |
|         | \| \| Oomyces carneoalbus \| \| \| \| |
|         | Oomyces carneoalbus                   |
|         |                                       |

|  | Oomyces carneoalbus |
|  |                     |